# 2805 Kalle
2805 Kalle eller 1941 UM är en asteroid i huvudbältet som upptäcktes den 15 oktober 1941 av den finska astronomen Liisi Oterma vid Storheikkilä observatorium. Den har fått sitt namn efter den finske matematikern Kalle Väisälä.
Asteroiden har en diameter på ungefär 16 kilometer.